# Eparchie Keren
Die in Eritrea gelegene Eparchie Keren (lateinisch Eparchia Kerensis; Tigrinya ካቶሊካዊ ኤጳርቅና ከረን Katolikkawi Ep̣arqǝna Kärän) ist ein Bistum der eritreisch-katholischen Kirche, die mit der römisch-katholischen Kirche uniert ist.

## Geschichte
Am 21. Dezember 1995 der Eparchie Asmara der äthiopisch-katholischen Kirche entnommen, zählte sie 1999 49.889 (5,4 %) Gläubige in 26 Pfarreien mit 25 Diözesanpriestern, 17 Ordenspriestern und 53 Ordensschwestern. Bis zum Jahre 2002 gelang ihr ein Wachstum auf 51.321 (11,3 %) Gläubige in 27 Pfarreien mit 20 Diözesanpriestern, 12 Ordenspriestern und 45 Ordensschwestern.
Mit der Errichtung der Eritreisch-Katholischen Kirche wurde die Eparchie am 19. Januar 2015 der Erzeparchie Asmara als Suffragan unterstellt.

## Bischöfe
- Tesfamariam Bedho (1995–2002)
- Kidane Yebio (seit 2003)